# Jakob Zeidler
Jakob Zeidler (* 13. September 1855 in Wien; † 20. August 1911 in Mödling) war ein österreichischer Lehrer, Literaturforscher und Mitglied der wissenschaftlichen Kommission der Theater- und Musikausstellung in Wien.

## Lebenslauf
Zeidler war der Sohn von Franz und Anna (geb. Hartl) Zeidler. Er besuchte zusammen mit den Germanisten Jakob Minor, August Sauer und Joseph Seemüller das Schottengymnasium in Wien. Während dieser Zeit beeinflusste vor allem  der Germanist Hugo Mareta den jungen Zeidler. Von 1875 bis 1879 studierte Zeidler Germanistik, Romanistik und Geschichte an der Universität Wien und schloss sein Studium schließlich mit der Lehramtsprüfung in Deutsch, Geschichte und Geographie ab. Von 1881 bis 1885 dozierte Zeidler an der Handelsakademie Wien, von 1885 bis 1889 am kaiserlich-königlichen Staatsgymnasium in Oberhollabrunn. Von 1889 bis zu seiner Beurlaubung aus gesundheitlichen Gründen im Jahre 1911 lehrte er am kaiserlich-königlichen Staatsgymnasium in Wien. 1892 wurde er zum Mitglied der wissenschaftlichen Kommission der Theater- und Musikausstellung in Wien berufen und fungierte zusätzlich als Mitglied in verschiedenen Prüfungskommissionen. 1911 wurde Zeidler schließlich pensioniert und als Regierungsrat geehrt.
Zeidler fungierte gemeinsam mit Johann Willibald Nagl als Herausgeber des mehrbändigen Werkes „Deutsch-Österreichische Literaturgeschichte. Ein Handbuch zur Geschichte der deutschen Dichtung in Österreich-Ungarn“ welches zwischen 1898 und 1937 entstand. Nach dem Tod Zeidlers übernahm 1914 Eduard Castle dessen Rolle als  Herausgeber der vierbändigen Literaturgeschichte.
Zeidler verstarb im Alter von 55 Jahren und liegt in der Familiengruft begraben.

### Benennungen von Straßen
Die Zeidlergasse in Wien-Liesing (ehemals Haidengasse) wurde am 2. Oktober 1957 nach Jakob Zeidler benannt.

## Publikationen und Aufsätze (In Auswahl)
- Die Schauspielthätigkeit der Schüler und Studenten Wiens. 1888, Oberhollabrunn
- Studien und Beiträge zur Geschichte der Jesuitenkomödie und des Klosterdramas. 1891, Hamburg/Leipzig
- Über Stil und Wesen der deutschen Legende, in: Die Kultur 4. 1903, S. 113–121.
- Das Wiener Schauspiel im Mittelalter, in: Geschichte der Stadt Wien. Band 3,1. Hrsg. v. Altertumsvereine zu Wien, 1907, Wien, S. 82–118.
- Das Schultheater, in: Handbuch der Erziehungskunde. 1906